# Javory v Kyšicích
Javory v Kyšicích jsou skupina památných stromů v obci Kyšice, která se nalézá zhruba 6 km na jih od okresního města Kladna. Tři javory stříbrné (Acer saccharinum) rostou při jižním okraji obce, na severozápadním břehu rybníka Parkán. Přibližně 0,6ha rybník s travnatými břehy a na většině svého obvodu lemovaný rozmanitými stromy, leží v mělkém a široce otevřeném úvalu na Kyšickém potoce, drobné vodoteči, tvořící pravý přítok Černého potoka v povodí Loděnice (Kačáku). Ze silnice II/118 (Kladno – Beroun) odbočuje podél severního břehu rybníka široká cesta, jež po necelých sto metrech prochází kolem javorů.
Javory požívají ochrany od roku 1985. Původně byly vyhlášeny coby chráněný přírodní výtvor podle zákona 40/1956 Sb. S novým zákonem o ochraně přírody a krajiny (114/1992 Sb.) tak automaticky došlo ke změně kategorie ochrany na památné stromy. Nápadná je rozdílná mohutnost jednotlivých exemplářů: Měřené obvody kmenů v době vyhlášení činily 352, 293 a 220 centimetrů, výška stromů udávána na 13, 12 a 13 metrů. V terénu jsou stromy označeny kovovými štítky „skupina stromů chráněná státem“ na každém z kmenů.

## Fotogalerie

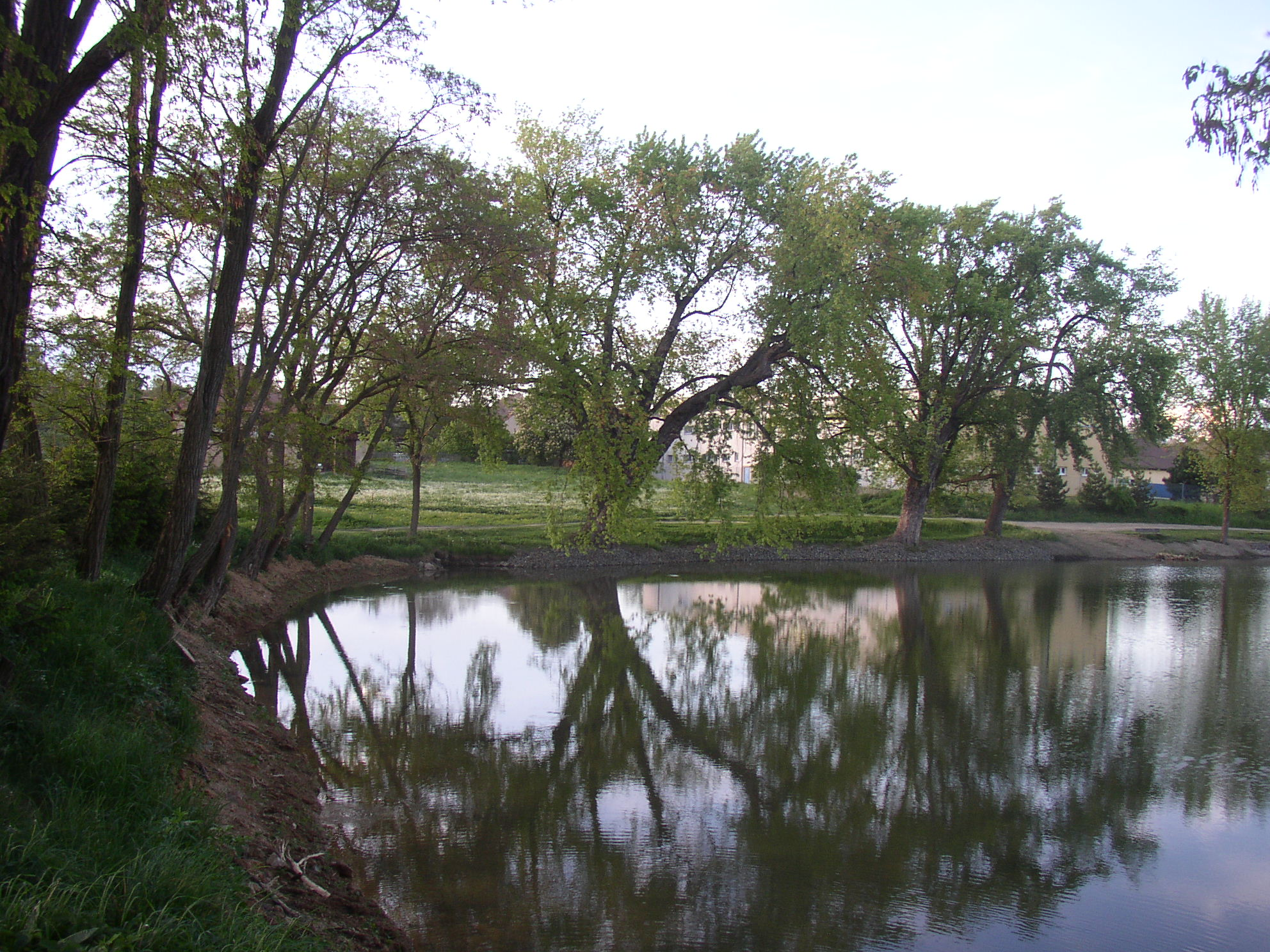
Celkový pohled od jihu, přes rybník
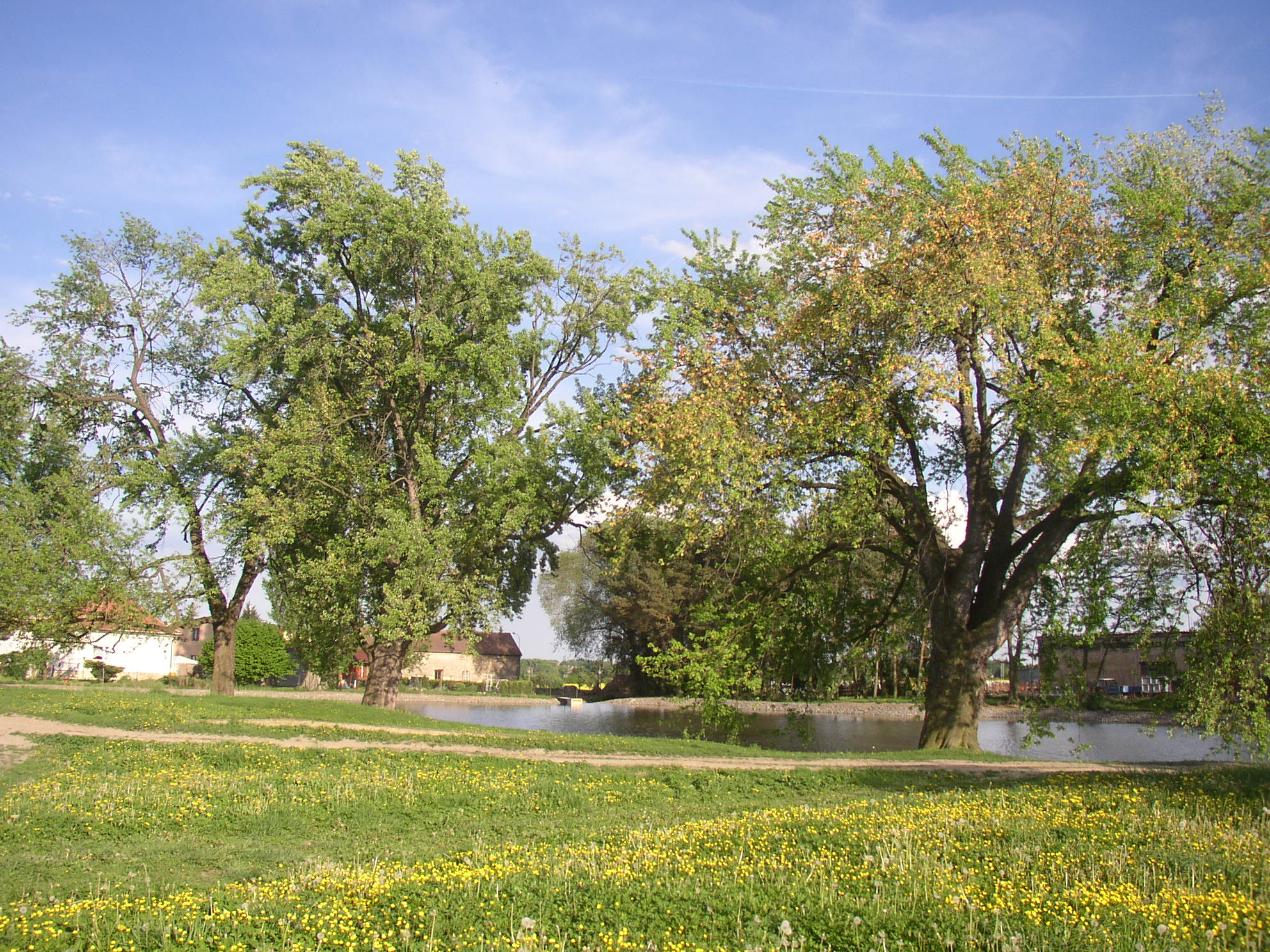
Celkový pohled od ssz.
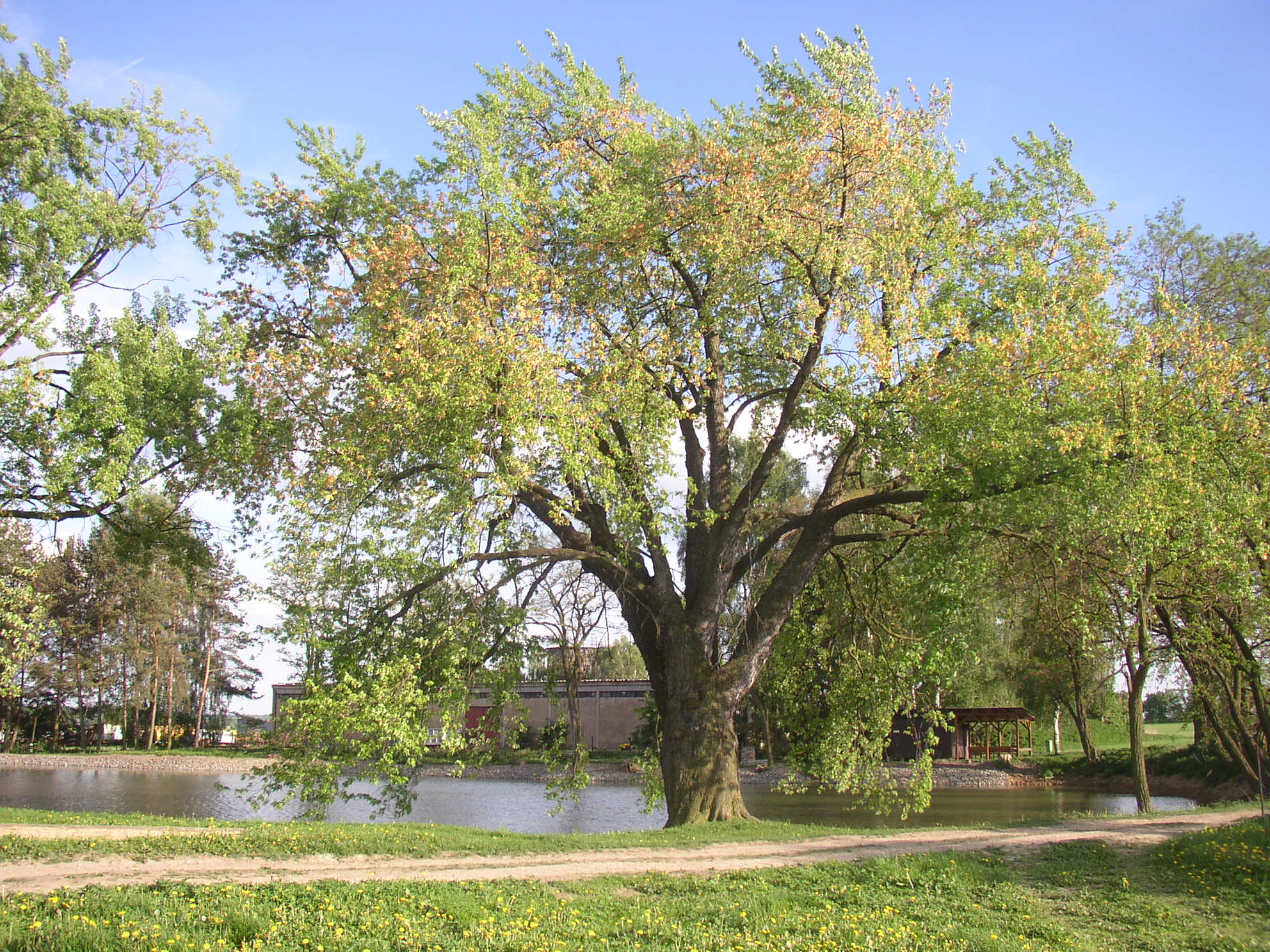
Západní strom
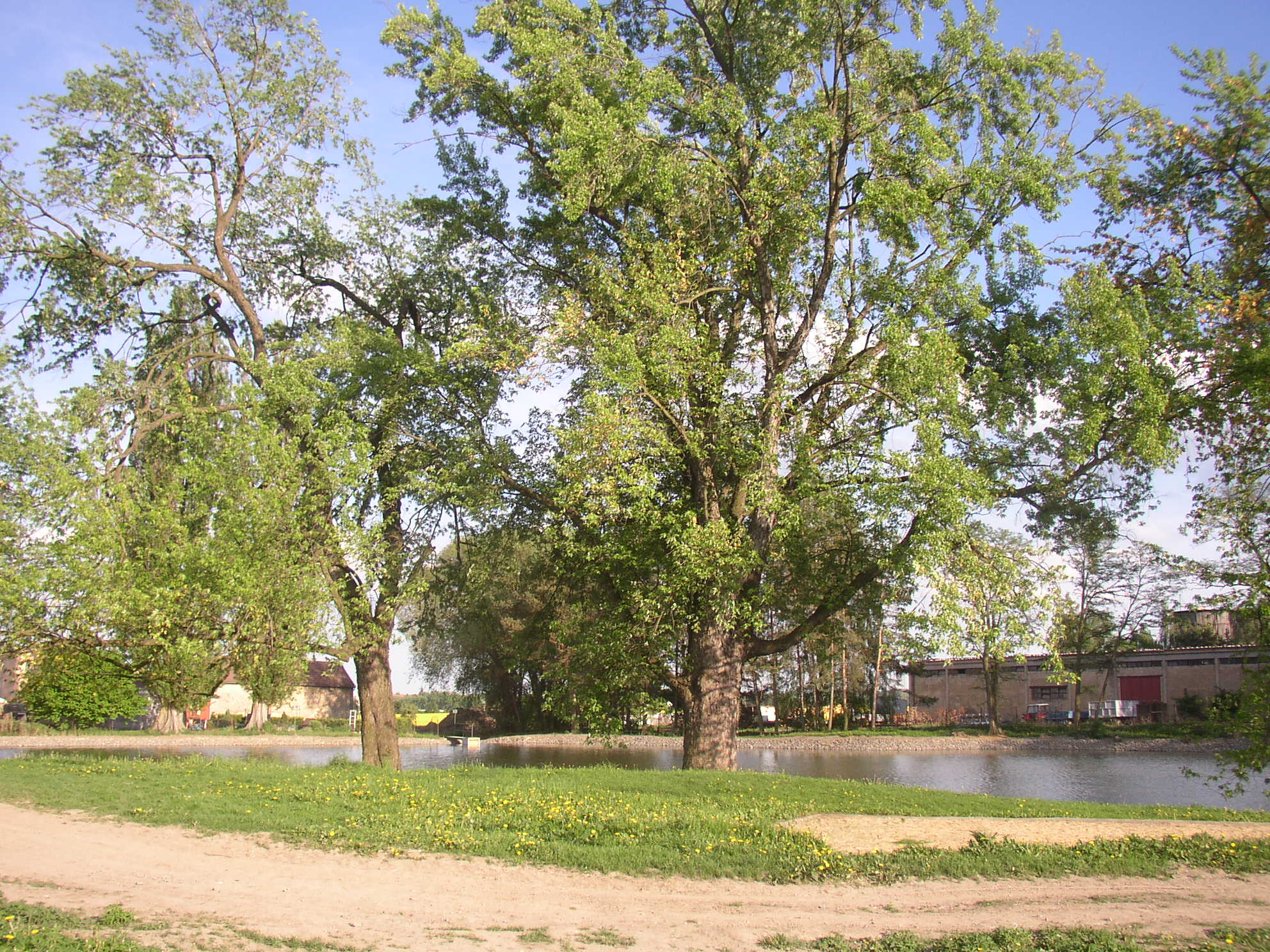
Východní a prostřední strom
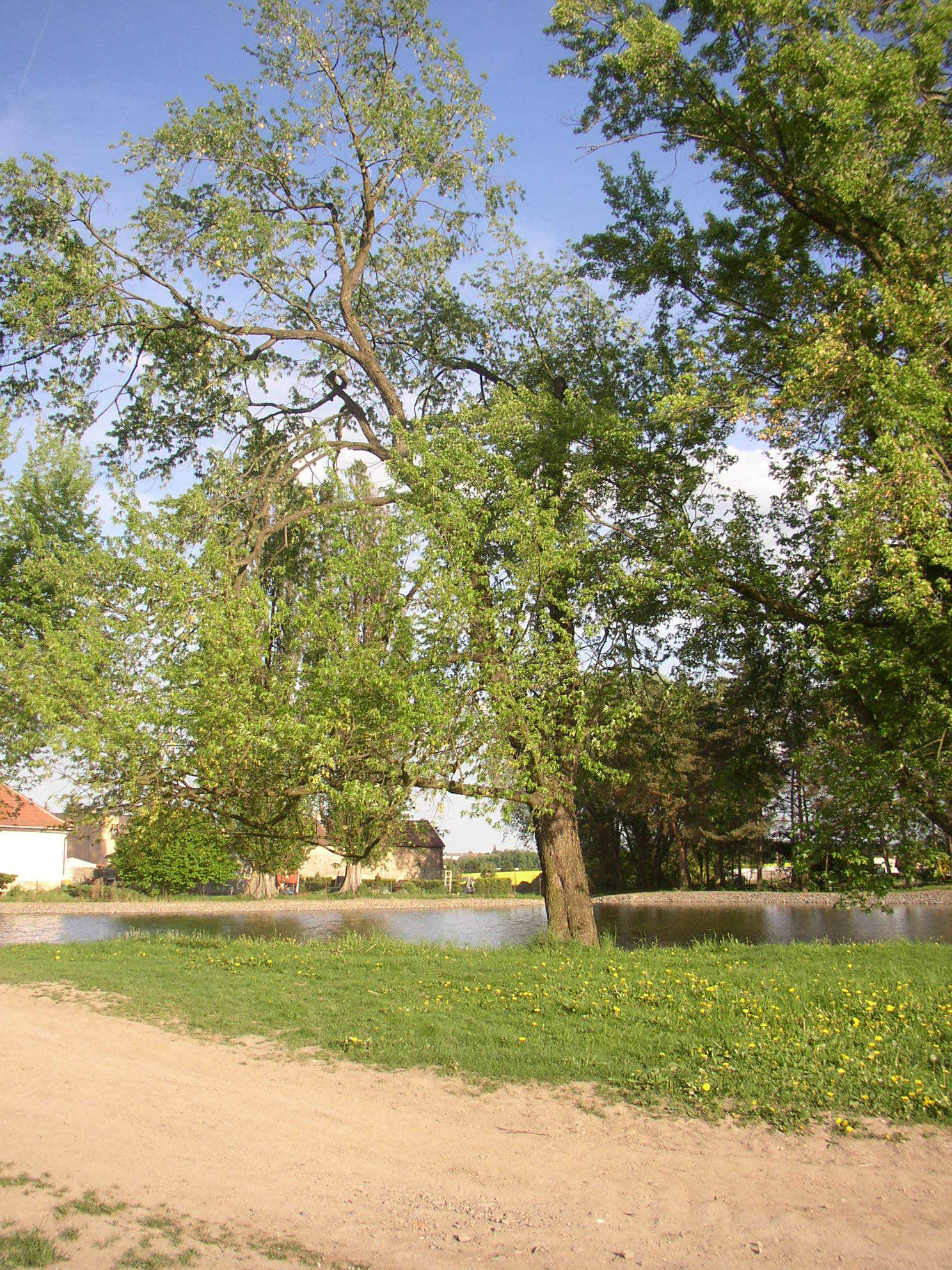
Východní strom od severu
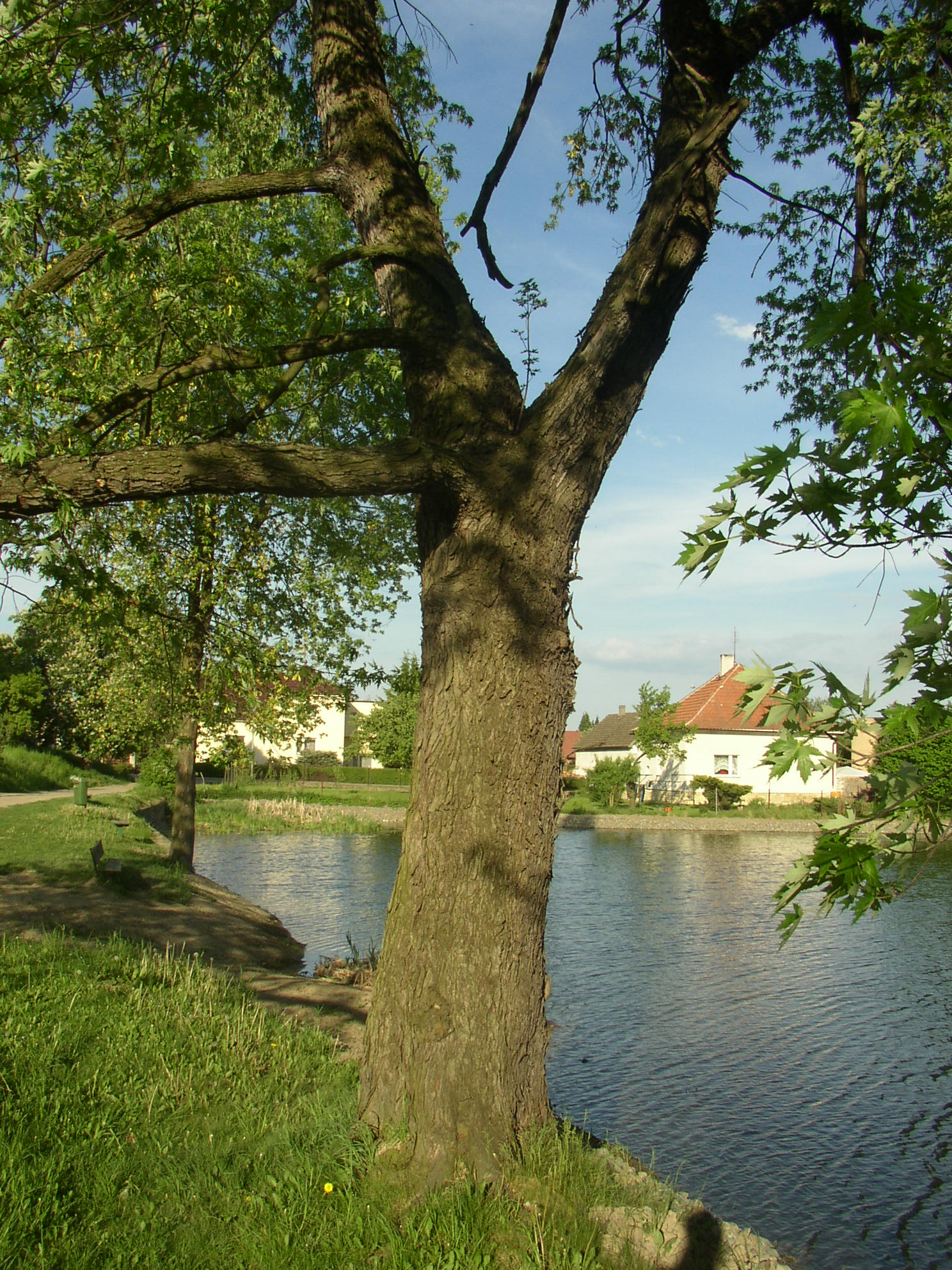
Východní strom od západu, v pozadí hráz rybníka
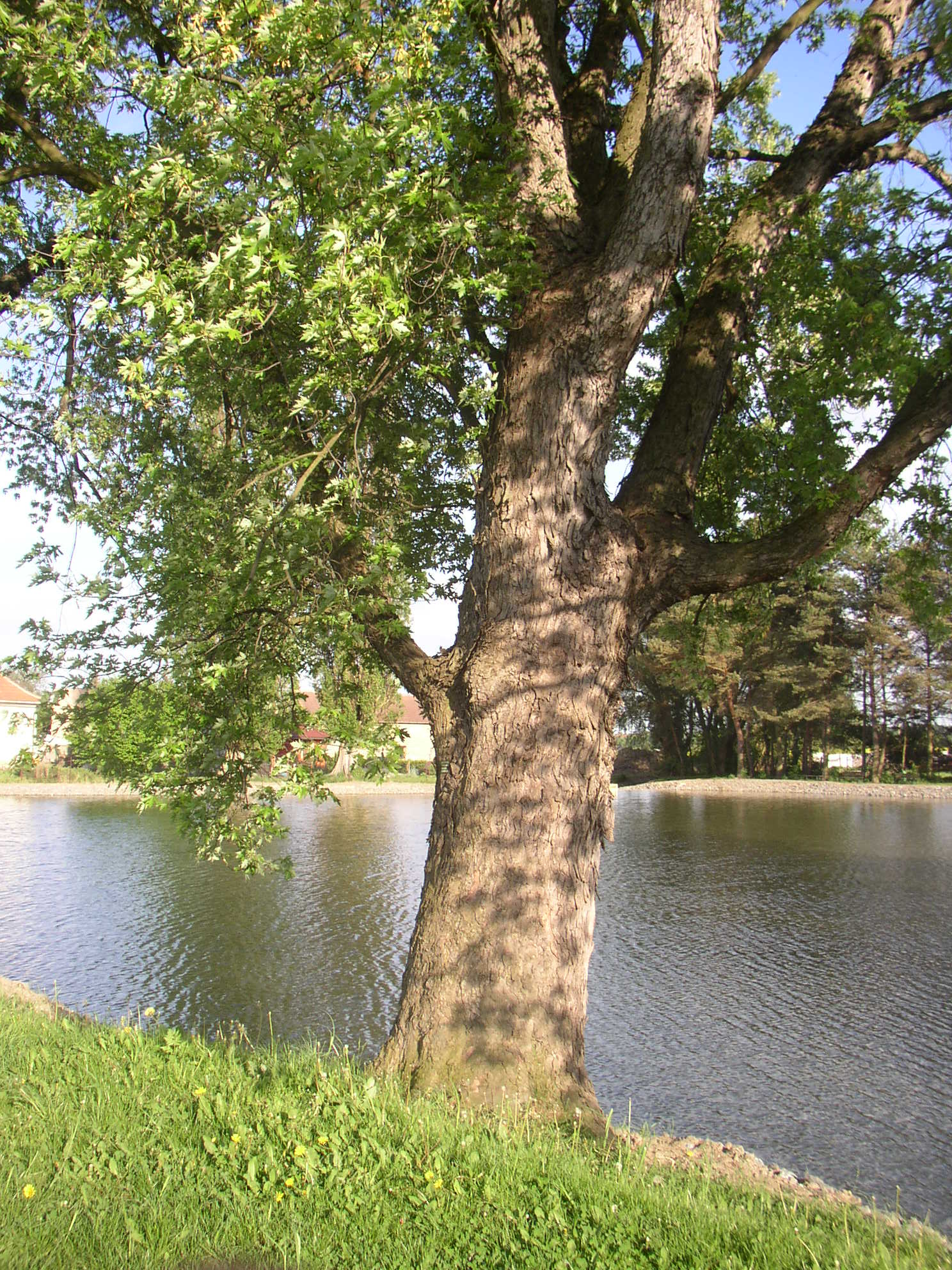
Prostřední strom od sz.
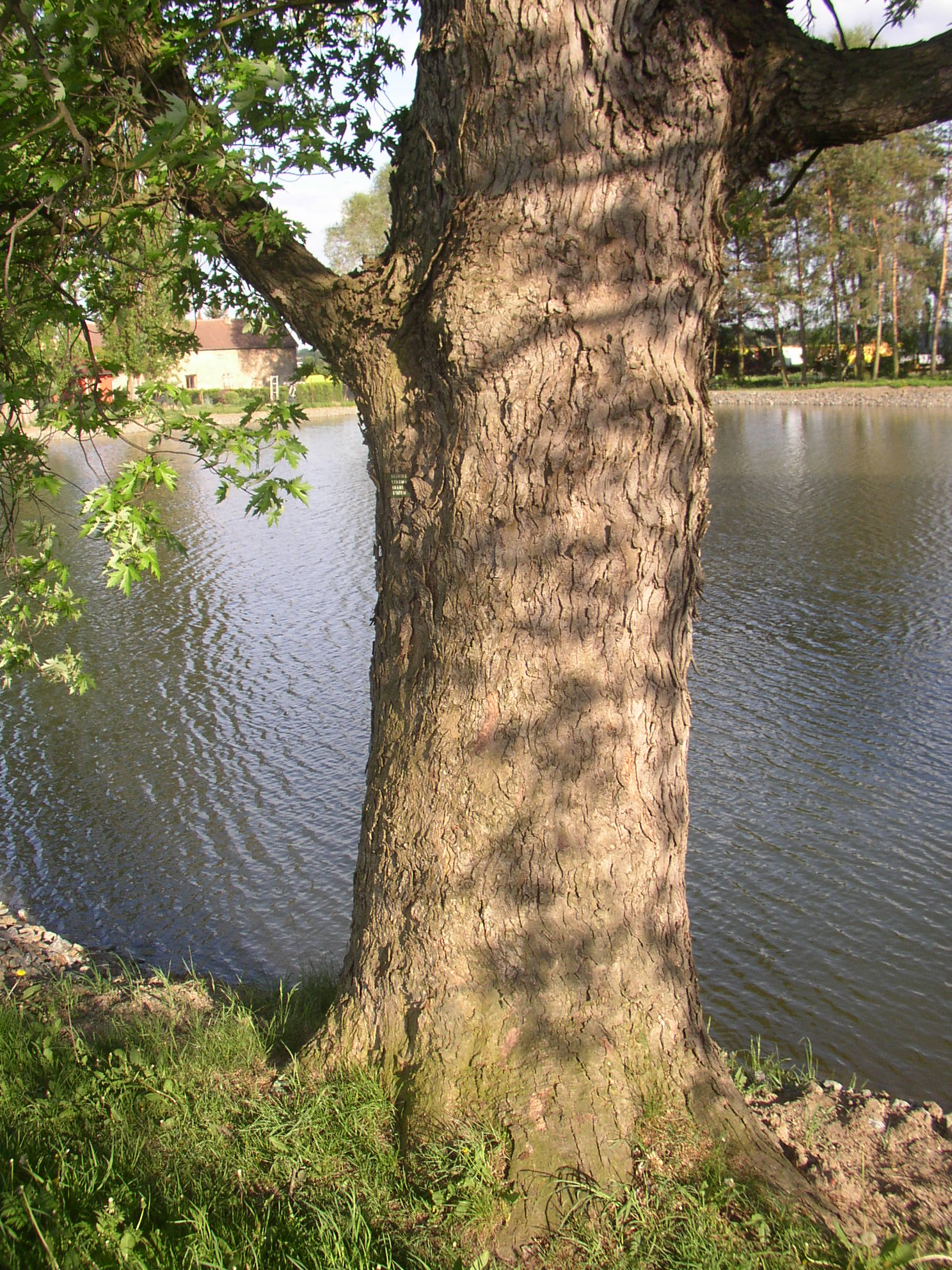
Prostřední strom, kmen zblízka
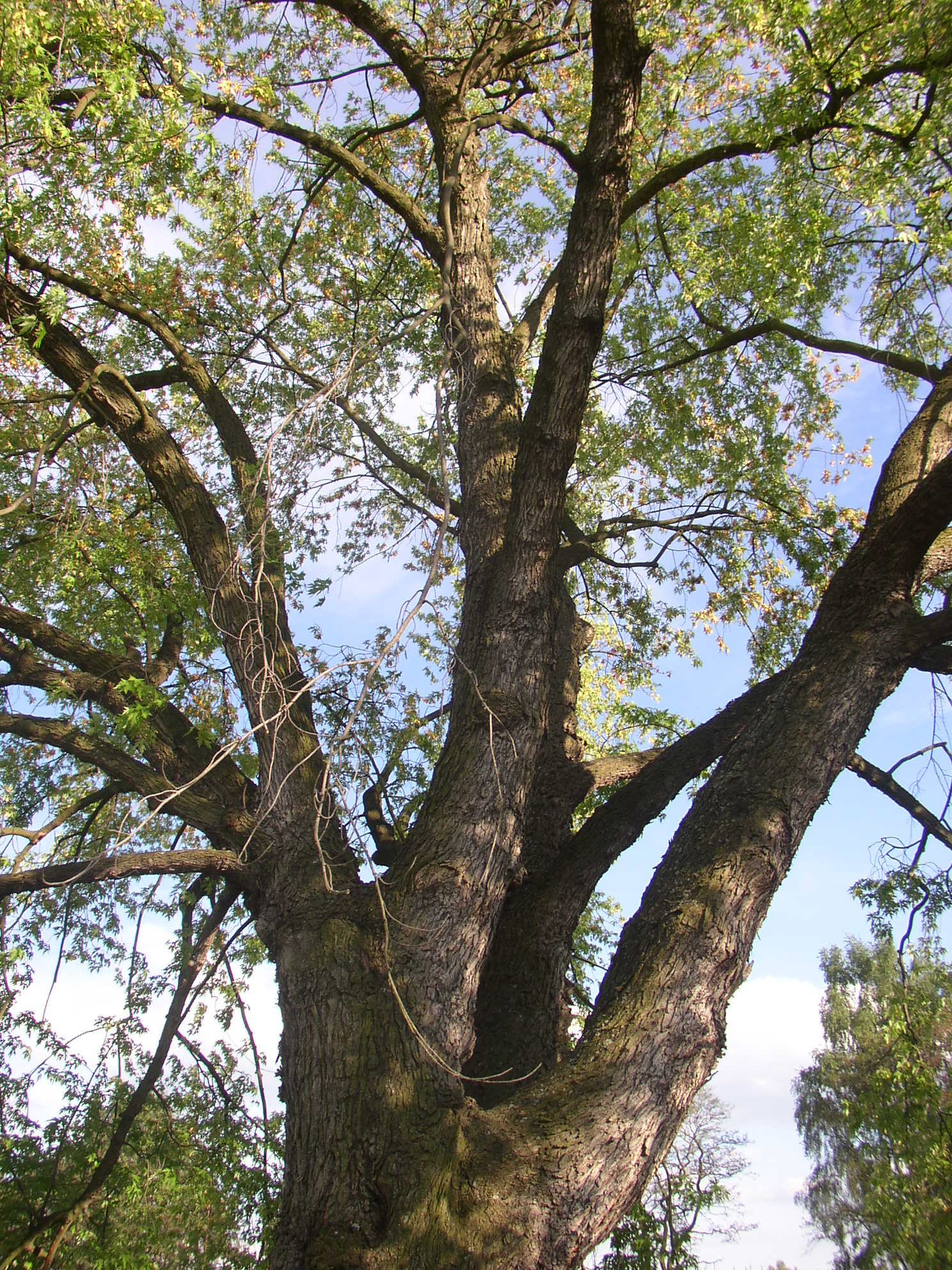
Západní strom, pohled vzhůru na rozvětvení koruny
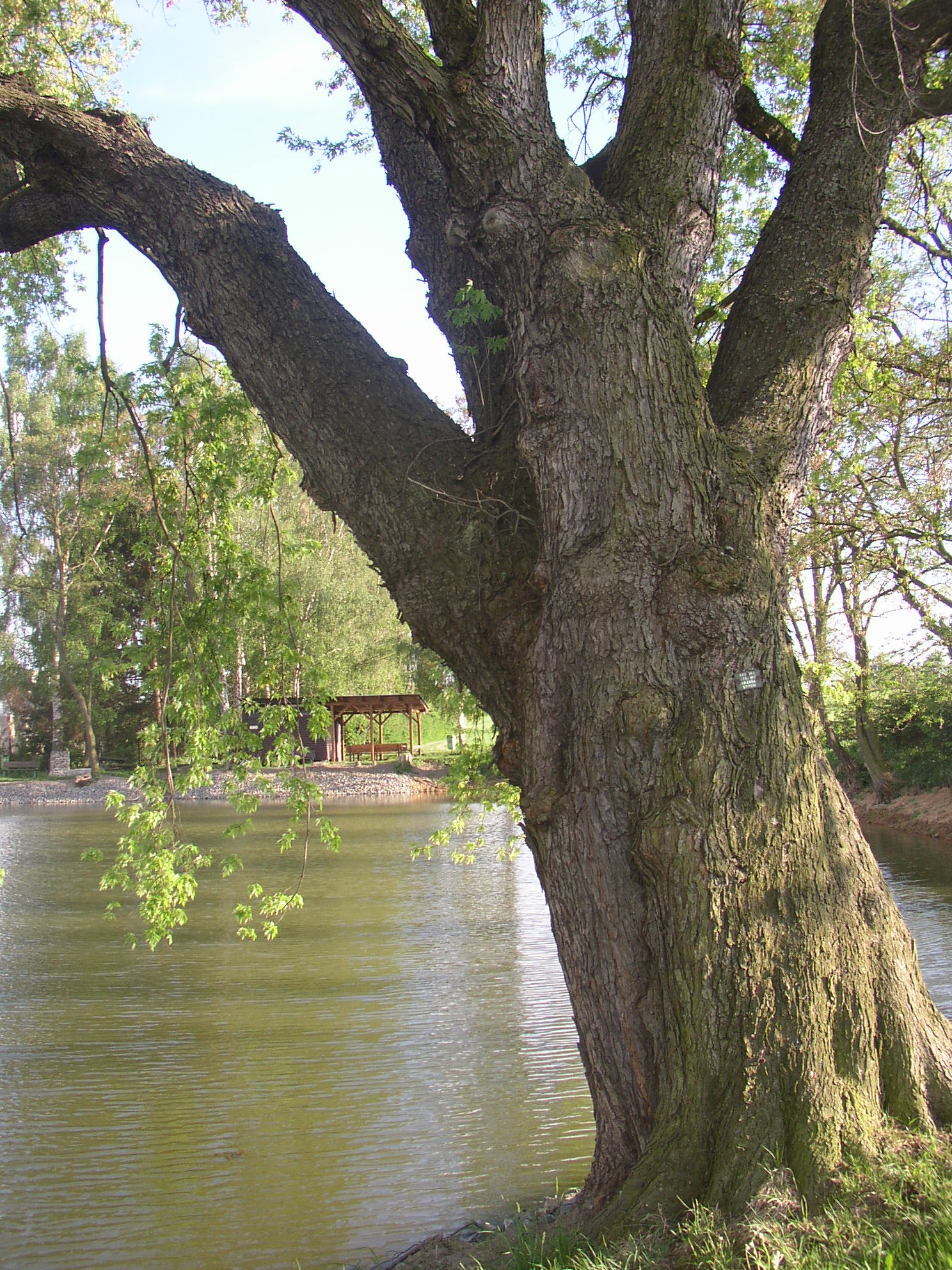
Západní strom, kmen zblízka, od ssz.
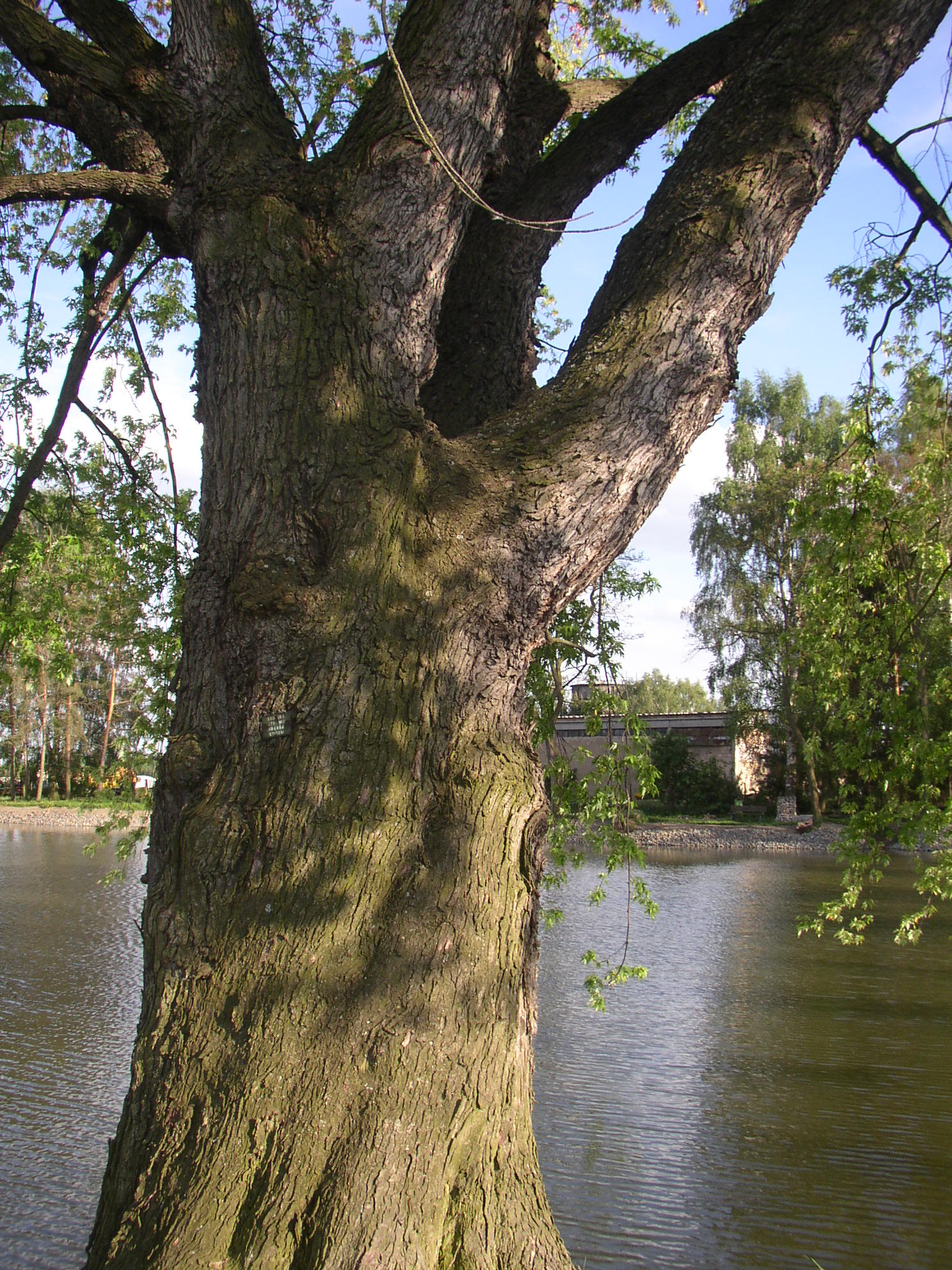
Západní strom, kmen zblízka, od zsz.
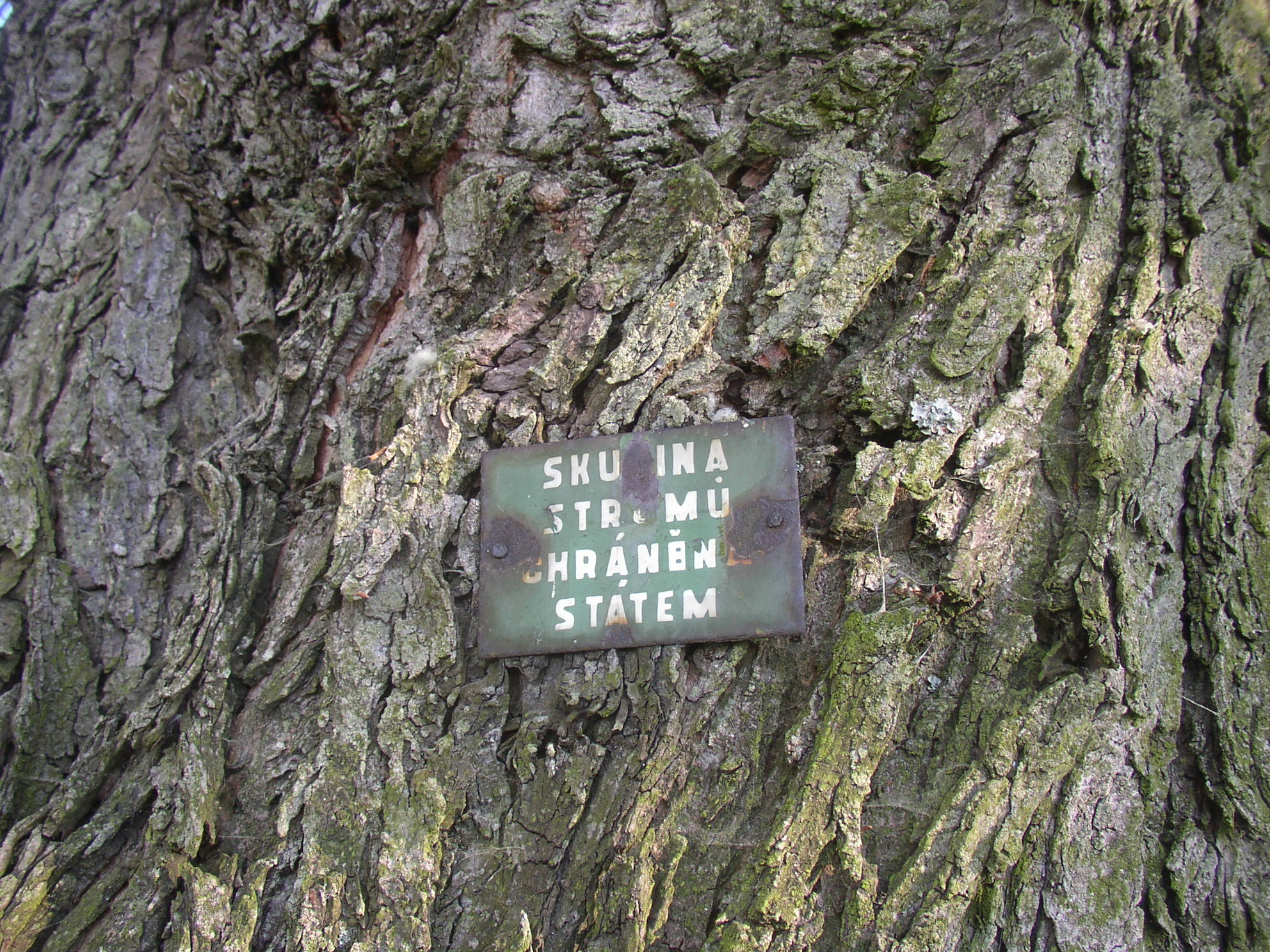
Detail označníku

## Památné a významné stromy vokolí
- Dub u svárovské hájovny (4,2 km jjv.)
- Dub u Valdeka (1,8 km sz.)
- Dub u Velké Dobré (4,5 km sz.)
- Duby v Dolanech (4,2 km sv.)
- Hamouzův dub (4,7 km zjz.)
- Jinan v Červeném Újezdě (4,9 km vjv.)
- Lípa v Kyšicích (0,4 km s.)
- Muk „Na kocourku“ (0,8 km jv.)
- Planá jabloň (5,5 km z.)
- Rozdělovské lípy (5,9 km ssz.)
- Svárovská lípa (5,1 km jv.)